# 奧地利的瑪麗亞·特蕾莎 (1767-1827)
瑪麗亞·特蕾西亞（德語：Maria Theresia，1767年1月14日—1827年11月7日），奥地利女大公和萨克森王国王后。
瑪麗亞·特蕾西亞出生于佛罗伦萨，父亲利奥波德二世是当时的托斯卡纳大公。她的父亲后来在1790年即位成为神圣罗马帝国皇帝。
1787年，她与未来的萨克森国王安东结婚并生下四名孩子。莫扎特的歌剧唐·喬望尼原本计划在瑪麗亞·特蕾西亞夫妇面前首演，但最后因时间原因未能上演。她育有一子三女，但全部都在两岁前去世。